# Герцена (станція метро)
50°28′14″ пн. ш. 30°28′8″ сх. д. / 50.47056° пн. ш. 30.46889° сх. д.
«Ге́рцена» (або «Заго́рівська») — станція Сирецько-Печерської лінії Київського метрополітену, будівництво якої передбачалося між станціями «Лук'янівська» та «Дорогожичі» поблизу перетину вулиць Герцена і Академіка Ромоданова у місцевості Загорівщина.

## Історія станції
Будівництво станції мало розпочатися в середині 1990-х років. Поблизу від Київського мотоциклетного заводу планувалося збудувати станцію метрополітену та влаштувати кінцеву зупинку тролейбуса № 6 з Виноградаря. Вихід зі станції планувався неподалік від перетину вулиць Герцена та Академіка Ромоданова, поблизу від Інституту міжнародних відносин (у минулому — Вища партійна школа при ЦК КПУ).
Але Київський мотоциклетний завод вже згортав свої потужності у важкі економічні 1990-ті роки, що своєю чергою зменшило пасажиропотік у цьому районі. Через це плани влади змінилися.
Станція мала б відкритися разом зі станцією «Дорогожичі», але міська влада вирішила зекономити — і у 2000-му році відкрили лише «Дорогожичі», а замість «Герцена» звели аварійні платформи та пожежний вихід на поверхню.
Можливо станцію відкриють після побудови нового житлового масиву на місці мотоциклетного заводу.
Зараз на перегоні між станціями «Лук'янівська» та «Дорогожичі» можна побачити дві вузькі платформи. Це і є непобудована станція «Герцена». А на задньому дворі Інституту міжнародних відносин можна побачити станційний вентиляційний кіоск В/К № 220.

## Назва станції
У перспективній схемі розвитку Київського метрополітену 1971 року зазначено назву «Інститут Автоматики». У проєктах 1980-х років вживалася назва на честь російського письменника-революціонера Олександра Герцена на вулицю імені якого було б споруджено її виходи. Наприкінці 1990-х, коли вже будували перегін від «Лук'янівської» до «Дорогожичів», часто стала з'являтися назва «Загорівська», на честь урочища, де мала бути розташована станція. Але по сьогодні в документах Київського метрополітену станція значиться, як «Герцена».